# Scutellidium idyoides
Scutellidium idyoides is een eenoogkreeftjessoort uit de familie van de Tisbidae. De wetenschappelijke naam van de soort is voor het eerst geldig gepubliceerd in 1863 door Brady.